# Athiasella tridentata
Athiasella tridentata är en spindeldjursart som först beskrevs av Wolfgang Karg 1976.  Athiasella tridentata ingår i släktet Athiasella och familjen Ologamasidae. Inga underarter finns listade.